# Міркув (Нижньосілезьке воєводство)
Міркув (пол. Mirków) — село в Польщі, у гміні Длуголенка Вроцлавського повіту Нижньосілезького воєводства.
Населення — 1965 осіб (2011).
У 1975-1998 роках село належало до Вроцлавського воєводства.

## Демографія
Демографічна структура станом на 31 березня 2011 року:
|          | Загалом | Допрацездатний вік | Працездатний вік | Постпрацездатний вік |
| -------- | ------- | ------------------ | ---------------- | -------------------- |
| Чоловіки | 929     | 184                | 650              | 95                   |
| Жінки    | 1036    | 182                | 672              | 182                  |
| Разом    | 1965    | 366                | 1322             | 277                  |